# Megaleledonidae
Megaleledonidae Taki, 1961 è una famiglia di molluschi cefalopodi appartenente all'ordine degli Octopoda.

## Descrizione
Le specie di questa famiglia di octopodi sono caratterizzate da una disposizione uniseriale delle ventose.

## Biologia
I megaleledonidi sono noti per produrre una prole meno numerosa e di maggiori dimensioni rispetto agli octopodi che vivono in climi più tropicali. Le uova prodotte dai megaleldonidi sono in genere grandi, con uno sviluppo embrionale molto lento, da mesi ad anni, che può occupare la maggior parte del loro ciclo vitale.

## Distribuzione e habitat
La famiglia comprende specie bentoniche presenti nelle acque profonde degli oceani, con una notevole biodiversità concentrata nelle acque dell'oceano Antartico.

## Tassonomia
Questo raggruppamento era in passato considerato come sottofamiglia (Megaleledoninae) della famiglia Octopodidae; recenti studi filogenetici ne hanno riconosciuto il rango di famiglia a sé stante.
La famiglia comprende i seguenti generi:
- Adelieledone Allcock, Hochberg, Rodhouse & Thorpe, 2003
- Bathypurpurata Vecchione, Allcock & Piatkowski, 2005
- Bentheledone G. C. Robson, 1932
- Graneledone Joubin, 1918
- Megaleledone Iw. Taki, 1961
- Microeledone Norman, Hochberg & Boucher-Rodoni, 2004
- Pareledone G. C. Robson, 1932
- Praealtus Allcock, M. A. Collins, Piatkowski & Vecchione, 2004
- Tetracheledone G. L. Voss, 1955
- Thaumeledone G. C. Robson, 1930
- Velodona Chun, 1915
- Vosseledone Palacio, 1978